# Cycnia sciurus
Cycnia sciurus är en fjärilsart som beskrevs av Jean Baptiste Boisduval 1869. Cycnia sciurus ingår i släktet Cycnia och familjen björnspinnare. Inga underarter finns listade i Catalogue of Life.